# Довгалево

Довгалево (укр. Довгалеве) — село,
Великобайракский сельский совет,
Миргородский район,
Полтавская область,
Украина.
Код КОАТУУ — 5323280403. Население по переписи 2001 года составляло 0 человек (40 человек в 1982 году).
Село указано на трехверстовке Полтавской области. Военно-топографическая карта.1869 года как хутор Довгалев

## Географическое положение
Село Довгалево находится на расстоянии в 1 км от села Великий Байрак.